# BSC 영 보이스
BSC 영 보이스(Berner Sport Club Young Boys)는 스위스의 축구 클럽으로 1898년에 창단되어 수도인 베른을 연고지로 삼고 있는 클럽이다.
BSC 영 보이스는 축구팀 외에도 볼링 하키팀도 보유하고 있으나 축구로 잘 알려져 있다. BSC 영 보이스는 스위스 슈퍼리그 17회 우승 기록을 가지고 있고 스위스컵을 8회 우승하였다.
유럽에서는 UEFA 챔피언스리그에 여섯번 출전하였는데 1957-58시즌에 첫 출전하여 16강에 올랐고 1958-59시즌의 유러피언컵에서 4강에까지 올랐으나 프랑스의 스타드 드 랭스에 패하고 말았다. 그리고 그 후 네번을 더 나갔으나 별다른 성적을 기록하진 못하였다. UEFA 컵 위너스컵에는 단 세번을 출전하여 1987-88시즌의 8강이 최고기록이다.

## 역대 성적
국내 대회
- 스위스 슈퍼리그 우승 (17회)

1902–03, 1908–09, 1909–10, 1910–11, 1919–20, 1928–29, 1956–57, 1957–58, 1958–59, 1959–60, 1985–86, 2017–18, 2018-19, 2019-20, 2020-21, 2022-23, 2023-24
- 스위스컵 우승 (8회)

1930, 1945, 1953, 1958, 1977, 1987, 2020, 2023
유럽 대회
- 코파 델레 알피 우승 (1회)

1974
- UEFA 챔피언스리그 (6회)

4강 (1회) : 1958-59
16강 (1회) : 1957-58
- UEFA 컵 위너스컵 (3회)

8강 (1회) : 1987-88
- UEFA컵 (5회 - 최고성적(1라운드) : 1975-76, 1993-94)

- UEFA 인터토토컵 (1회 - 최고성적(3라운드) : 2005)

## 선수 명단

### 현역
참고: FIFA 자격 규정에 따라 소속된 국가대표팀 국기를 표시합니다. 선수는 복수의 FIFA 비회원국 국적을 가지고 있을 수 있습니다.
| 번호 | 포지션 | 국적         | 이름              |
| ---- | ------ | ------------ | ----------------- |
| 21   | FW     |              | 알란 비르지니우스 |
| 22   | DF     | 포르투갈     | 아브두 콩테       |
| 29   | FW     | 코트디부아르 | 크리스 베디아     |

| 번호 | 포지션 | 국적 | 이름 |
| ---- | ------ | ---- | ---- |

## 역대 감독
| 감독                  | 임기      |
| --------------------- | --------- |
| 티모 코니츠카         | 1978~1980 |
| 체르너이 팔           | 1990      |
| 게르노트 로어         | 2005~2006 |
| 블라디미르 페트코비치 | 2008~2011 |
| 토마스 헤벨리(대행)   | 2011      |
| 크리스티안 그로스     | 2011~2012 |
| 아돌프 휘터           | 2015~2018 |
| 헤라르도 세오아네     | 2018~2021 |
| 다비트 바그너         | 2021~2022 |
| 라파엘 비키           | 2022~2024 |